# 奧霍卡連特 (新墨西哥州)
奧霍卡連特（英語：Ojo Caliente）是位於美國新墨西哥州里奧阿里巴縣及陶斯縣的普查規定居民點。

## 人口
根據2020年美國人口普查的數據，奧霍卡連特的面積為7.20平方千米，皆為陸地。當地共有人口135人，而人口密度為每平方千米18.75人。